# Szalejów Dolny

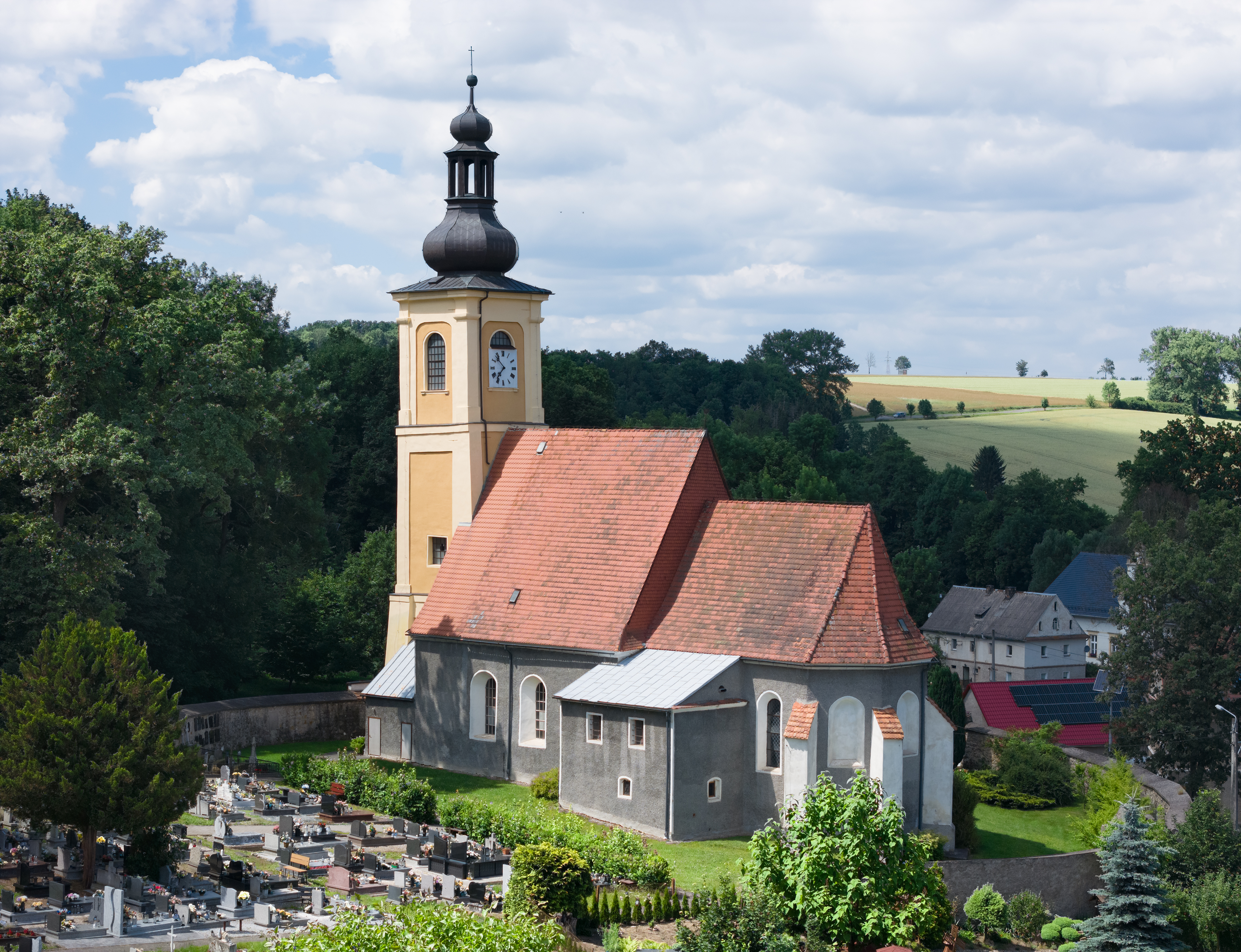
Pfarrkirche der Apostel Simon und Judas Thaddäus

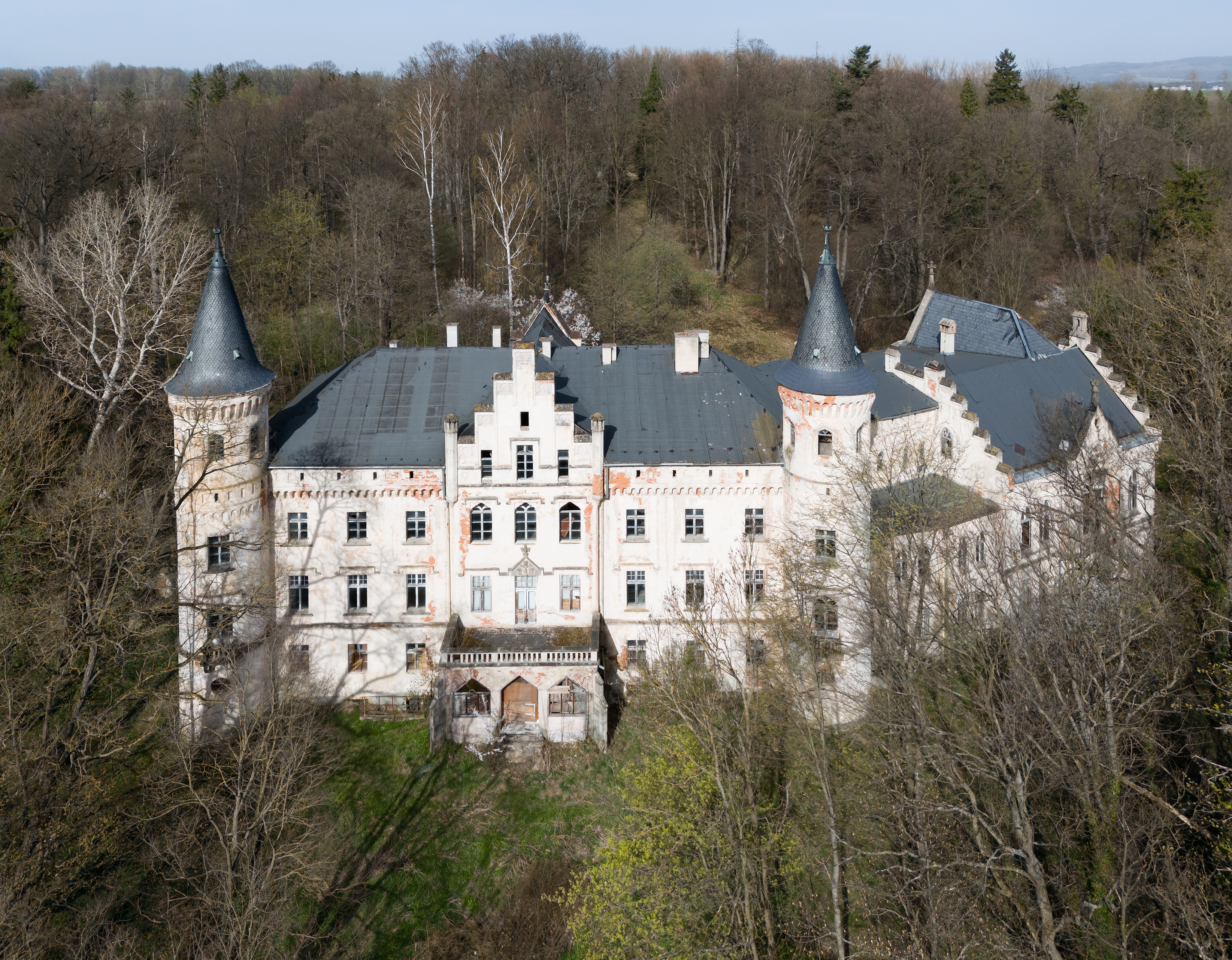
Schloss Niederschwedeldorf

Szalejów Dolny (deutsch: Niederschwedeldorf; tschechisch Dolní Štivnice) ist ein Dorf im Powiat Kłodzki der Wojewodschaft Niederschlesien in Polen. Es liegt fünf Kilometer südwestlich von Kłodzko (Glatz), zu dessen eigenständiger Landgemeinde es gehört.

## Geographie
Szalejów Dolny liegt am Unterlauf der Reinerzer Weistritz (polnisch Bystrzyca Dusznicka). Es wurde als Waldhufendorf angelegt und ist fünf Kilometer lang. Nachbarorte sind Mikowice (Mügwitz) und Korytów (Koritau) im Norden, Leszczyny (Hasengraben) und Kłodzko im Nordosten, Stary Wielisław Dolny (Niederaltwilmsdorf) im Süden, Stary Wielisław (Altwilmsdorf) im Südwesten, Szalejów Górny (Oberschwedeldorf) im Westen und Roszyce (Roschwitz) im Nordwesten.

## Geschichte
Niederschwedeldorf ist eines der ältesten Dörfer des Glatzer Landes, zu dem es gehörte und mit dem es die Geschichte der politischen und kirchlichen Zugehörigkeit von Anfang an teilte. Es wurde erstmals am 25. November 1269 als „Swedlerdorf“ in einer Urkunde des Prager Bischofs Jan III. von Dražic als Sitz eines Dechanten erwähnt. Weitere Namensformen waren Nedirsweydlerdorf, Nieder-Schweidlerdorf und Swedlerdorf.
Im 14. Jahrhundert gehörte es dem Adelsgeschlecht Glubos (Glaubitz), von dem es 1350 durch den Prager Erzbischof Ernst von Pardubitz („Arnestus“) und seine Brüder Smil und Wilhelm von Pardubitz erworben und im selben Jahr dem Augustiner-Chorherrenstift in Glatz geschenkt wurde, das der Erzbischof gegründet hatte. Johannes I., der erste Propst des Augustiner-Chorherrenstifts, erweiterte das Stiftsgut 1353 durch den Kauf des Niederschwedeldorfer Freirichterguts und zweier Mühlen.
Der Glatzer Adel bestätigte die Schenkung, nicht einverstanden waren jedoch die Freirichter von Niederschwedeldorf und „Batzdorf“, da ihre Rechte dadurch geschmälert wurden, dass sie nicht mehr nur böhmischen König, sondern auch dem Chorherren-Propst unterstanden. Außerdem war für sie nicht mehr das Glatzer Freirichtergericht, sondern die Gerichtsbarkeit des Stifts zuständig. Nach langem Rechtsstreit entschied Kaiser Karl IV. zu Gunsten der beiden Freirichter und befahl am 11. August 1366 dem Glatzer Burggrafen, die Privilegien der beiden Freirichtereien zu schützen. Nun behielten sie zwar ihre Steuerfreiheit, verloren jedoch das Patronatsrecht über die Kirchen in Batzdorf und Niederschwedeldorf.
In den Wirren der Hussitenkriege wurde Niederschwedeldorf, das in der Nähe von Altwilmsdorf liegt, in der Schlacht bei Altwilmsdorf zerstört und erst um die Mitte des 15. Jahrhunderts durch das Glatzer Augustiner-Chorherrenstift wieder aufgebaut. Im 16. Jahrhundert war es durch den Bau der St.-Anna-Kapelle ein bekannter Wallfahrtsort, dessen Bedeutung jedoch während der Zeit der Reformation zurückging.
1595 verzichtete Propst Christoph Kirmeser auf das Augustiner-Chorherrenstift. 1597 übergab Papst Clemens VIII. das Glatzer Stift mit allen Besitzungen an die Jesuiten, die in den ehemaligen Stiftsgebäuden das Jesuitenkolleg errichteten. Zu Beginn des Dreißigjährigen Krieges mussten die Jesuiten 1618 Glatz verlassen und durften erst 1624 zurückkehren. Durch ihren seelsorgerischen Einsatz in der Zeit der Gegenreformation erlebte die Wallfahrt zur St.-Anna-Kapelle eine Blütezeit. Die Jesuiten gründeten in Niederschwedeldorf eine klösterliche Filiale sowie ein Brau- und ein Malzhaus. Durch die Verbesserung der landwirtschaftlichen Methoden konnten die Bodenerträge vermehrt und die wirtschaftliche Basis der Untertanen verbessert werden.
Nach dem Ersten Schlesischen Krieg 1742 und endgültig mit dem Hubertusburger Frieden 1763 kam Niederschwedeldorf zusammen mit der Grafschaft Glatz an Preußen. Der Jesuitenorden behielt zunächst alle Rechte, auch nach der Aufhebung des Jesuitenordens 1773 durch den Papst. 1787 übernahm der preußische Staat jedoch mit dem gesamten jesuitischen Grundbesitz auch das Niederschwedeldorfer Stiftsgut und verkaufte es an den preußischen Staatsminister Friedrich Wilhelm von Reden. Nach der Neugliederung Preußens gehörte Niederschwedeldorf ab 1815 zur Provinz Schlesien und wurde 1816 dem Landkreis Glatz eingegliedert, mit dem es bis 1945 verbunden blieb.
Da Friedrich Wilhelm von Reden 1815 ohne Nachkommen starb, fielen seine Besitzungen an die Freiherren von Münchhausen auf Stolzenau. Ernst von Münchhausen erbaute 1840 das Schloss Niederschwedeldorf, das bis 1945 im Besitz der Familie blieb. 1850 wurde die ehemalige Klosterbrauerei umgebaut und eine Zuckerfabrik errichtet. 1874 wurde aus der Landgemeinde Niederschwedeldorf und dem gleichnamigen Gutsbezirk der Amtsbezirk Niederschwedeldorf gebildet, zu dem ab 1933 auch die Landgemeinde Oberschwedeldorf gehörte.
Als Folge des Zweiten Weltkriegs fiel Niederschwedeldorf 1945 mit dem größten Teil Schlesiens an Polen und wurde in Szalejów Dolny umbenannt. Die deutsche Bevölkerung wurde, soweit sie nicht vorher geflohen war, 1946 vertrieben. Die neu angesiedelten Bewohner waren zum Teil Heimatvertriebene aus Ostpolen, das an die Sowjetunion gefallen war.

## Sehenswürdigkeiten

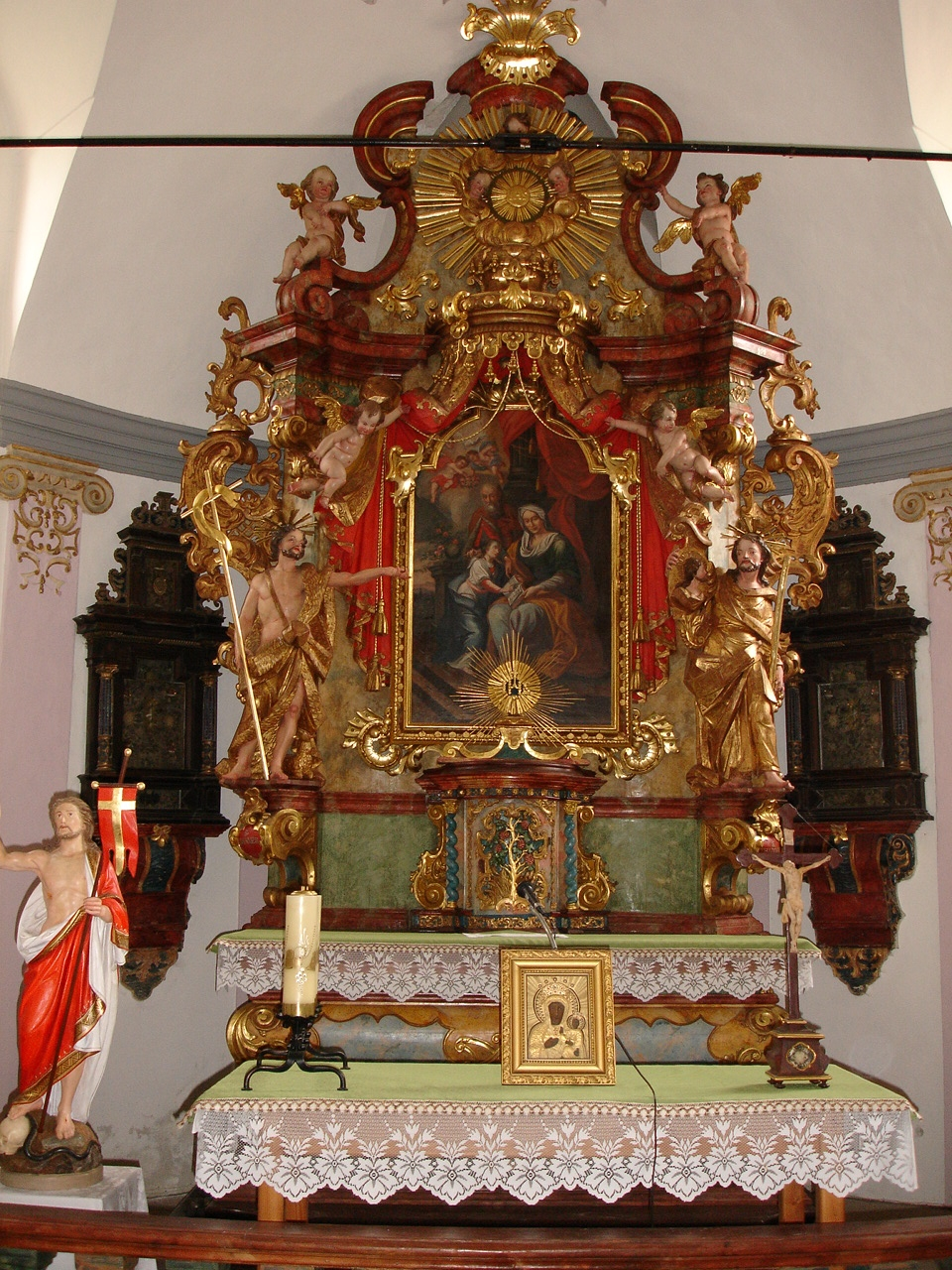
Hauptaltar der St.-Anna-Kapelle

- Die Pfarrkirche der Apostel Simon und Judas Thaddäus (Kościół ŚŚ Szymona i Judy Tadeusza) wurde 1489–1491 anstelle einer in den Hussitenkriegen zerstörten Holzkirche errichtet, 1602 um die Sakristei und die Vorhalle erweitert und 1702–1707 grundlegend umgebaut. Im Chorraum steht rechts das Mittelstück eines Flügelaltars, der vermutlich um 1550 für die alte St.-Anna-Kapelle geschaffen worden war. Die übrige Ausstattung ist Neobarock; den architektonischen Hauptaltar schuf 1894 der Landecker Bildhauer Aloys Schmidt, das Altargemälde Hieronymus Richter. Der Marmortaufstein mit hölzernem Deckel wurde 1859 vom Glatzer Bildhauer A. Adolphin geschaffen.
- In der die Kirche umgebenden Wehrmauer befinden sich Schießscharten, eine Pforte von 1564, ein Tor von 1757 und eine Platte mit der liegenden Figur der hl. Rosalia.
- Die Figur des böhmischen Landesheiligen Johannes Nepomuk an der Brücke neben der Kirche ist von 1723.
- Die St.-Anna-Kapelle im westlichen Ortsteil ist eine Stiftung des Glatzer Jesuitenkollegs-Rektors G. Wedingen. Sie wurde 1731–1732 an der Stelle einer Vorgängerkapelle von 1525 als Pilgerkapelle erbaut. Von der Außenkanzel wurde für die Pilgergruppen gepredigt. In den Außennischen sind Figuren der hll. Anna und Joachim. Besonders kostbar ist die Ausstattung:
  - Der Rokoko-Hauptaltar ist von 1753, die Seitenaltäre der hll. Nikolaus und Joseph von 1736 und die Kanzel von 1734.
  - Auf einem Sockel an der Wand steht die Figur des böhmischen Landesheiligen Johannes Nepomuk.
  - Die Orgelempore ist reich geschmückt mit einem geschnitzten Rankenwerk.
- Die gegenüberliegende kleinere Magdalenkapelle wurde 1734 errichtet. Sie diente als Beichtkapelle für die Wallfahrer. Neben der Kapelle steht ein steinernes Bußkreuz.
- Das Schloss Niederschwedeldorf wurde im 17. Jahrhundert als Niederlassung der Glatzer Jesuiten errichtet. Es wurde 1840–1844 von den Freiherren von Münchhausen grundlegend im neugotischen Stil umgebaut und erweitert und dient heute als Landwirtschaftsschule. Am ehemaligen Gutshof steht eine Mariensäule von 1833.
- In der Nähe der Hauptstraße steht ein Steinbildwerk mit einer Dreifaltigkeitsdarstellung.
- siehe auch: Tour der Denkmäler Niederschwedeldorf und Oberschwedeldorf

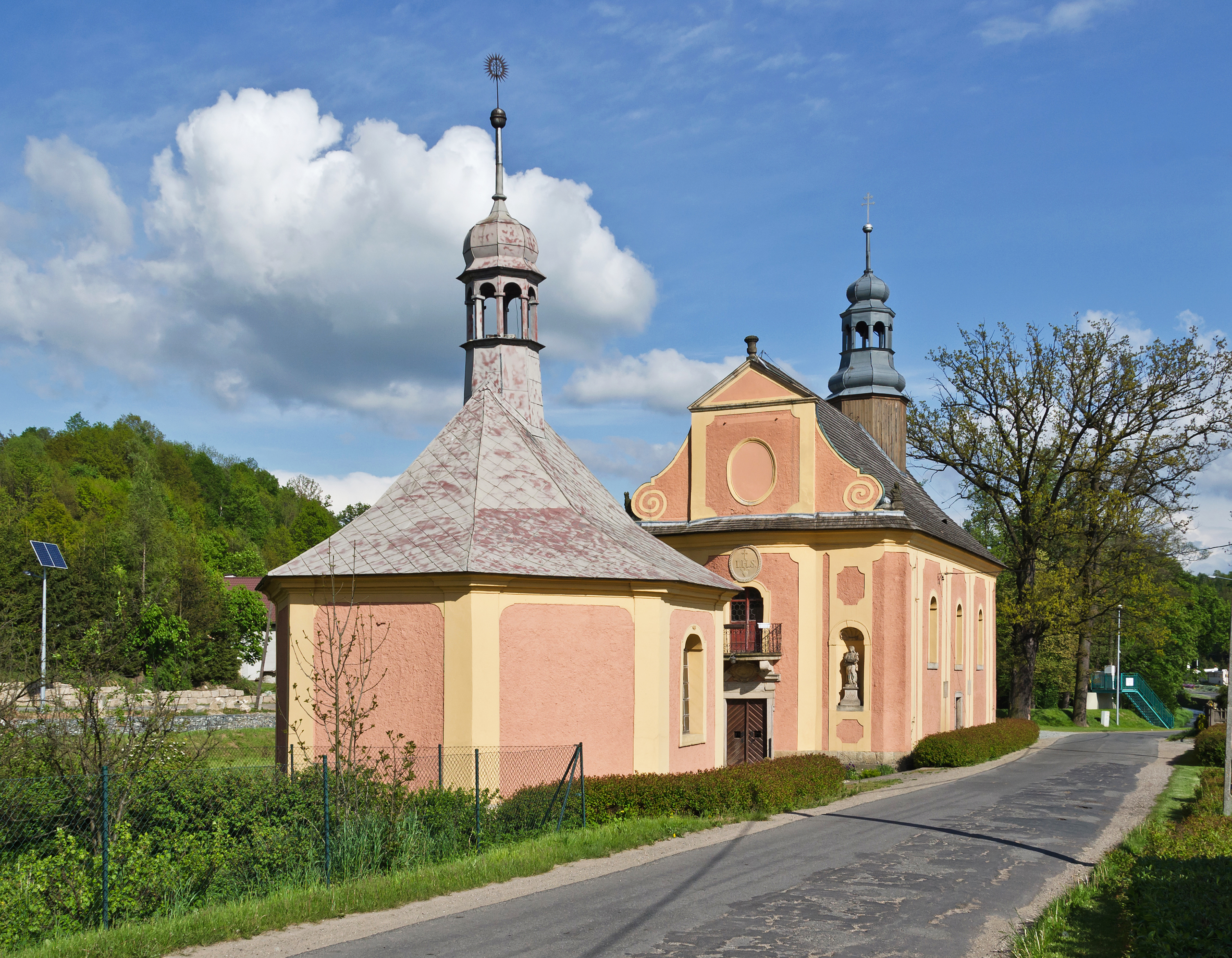
St.-Anna-Kapelle (Hintergrund) und Magdalenenkapelle (Vordergrund)
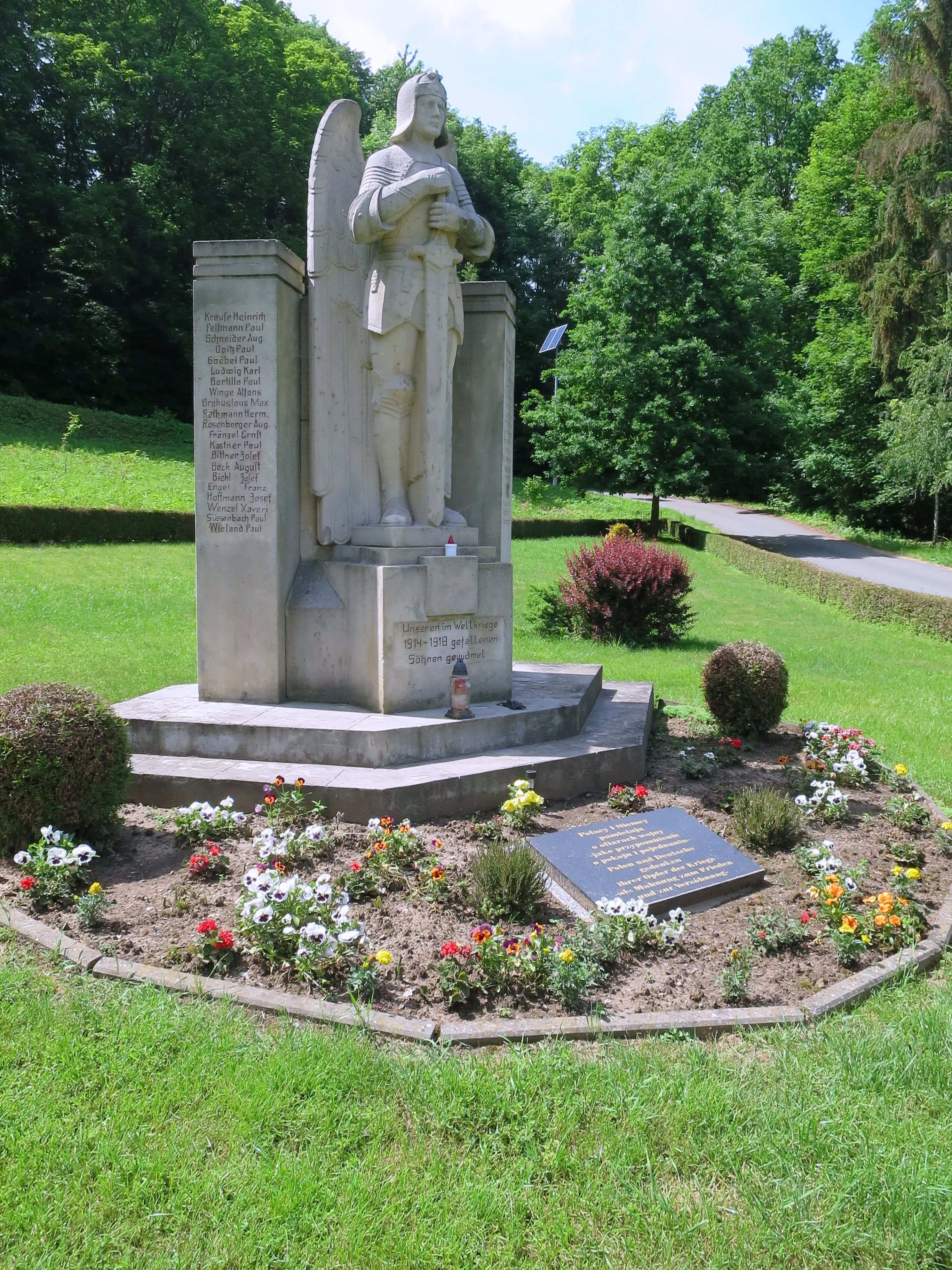
Kriegerdenkmal mit Erzengel Michael
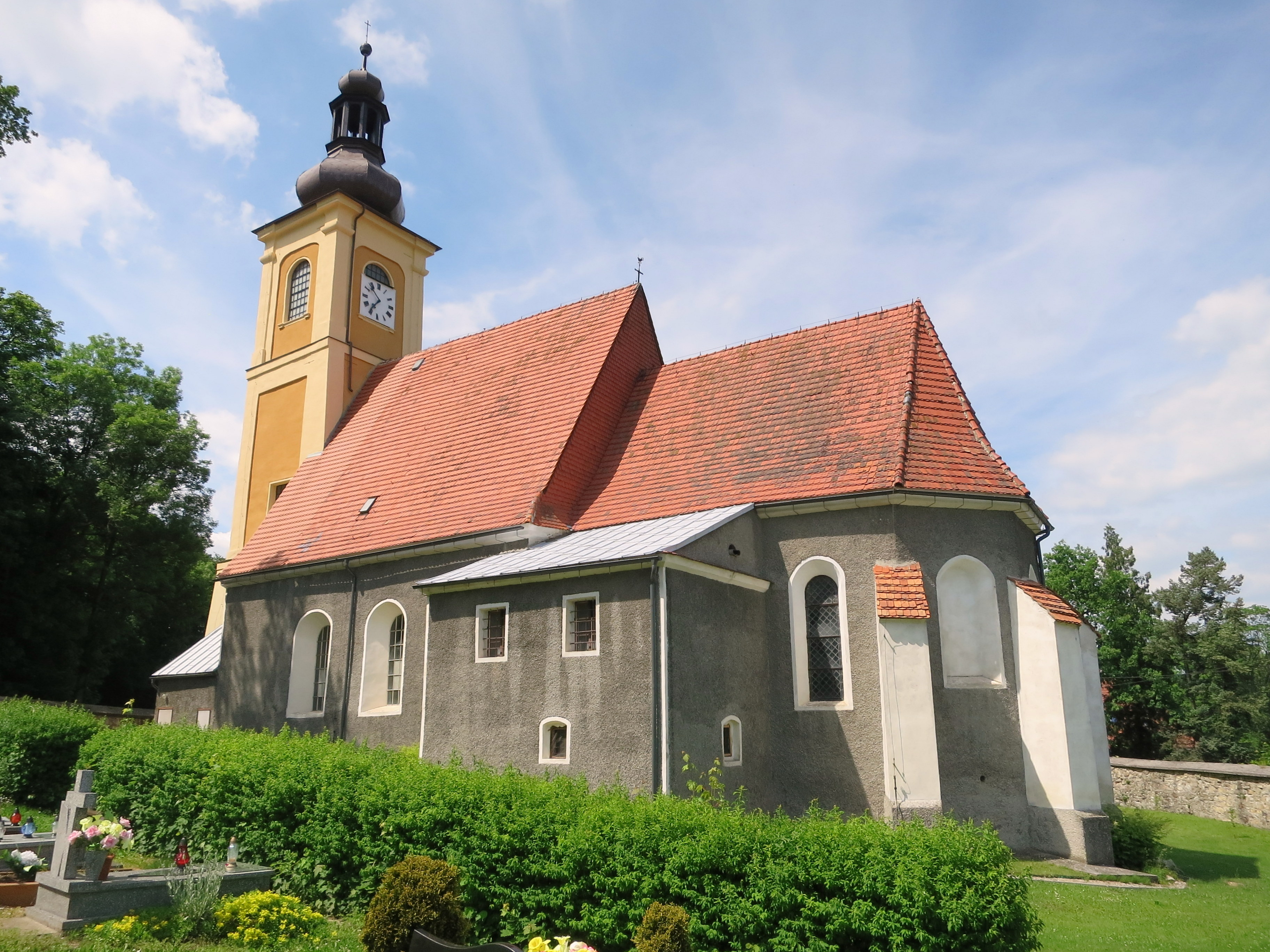
St. Simon und Judas Thaddäus–Pfarrkirche
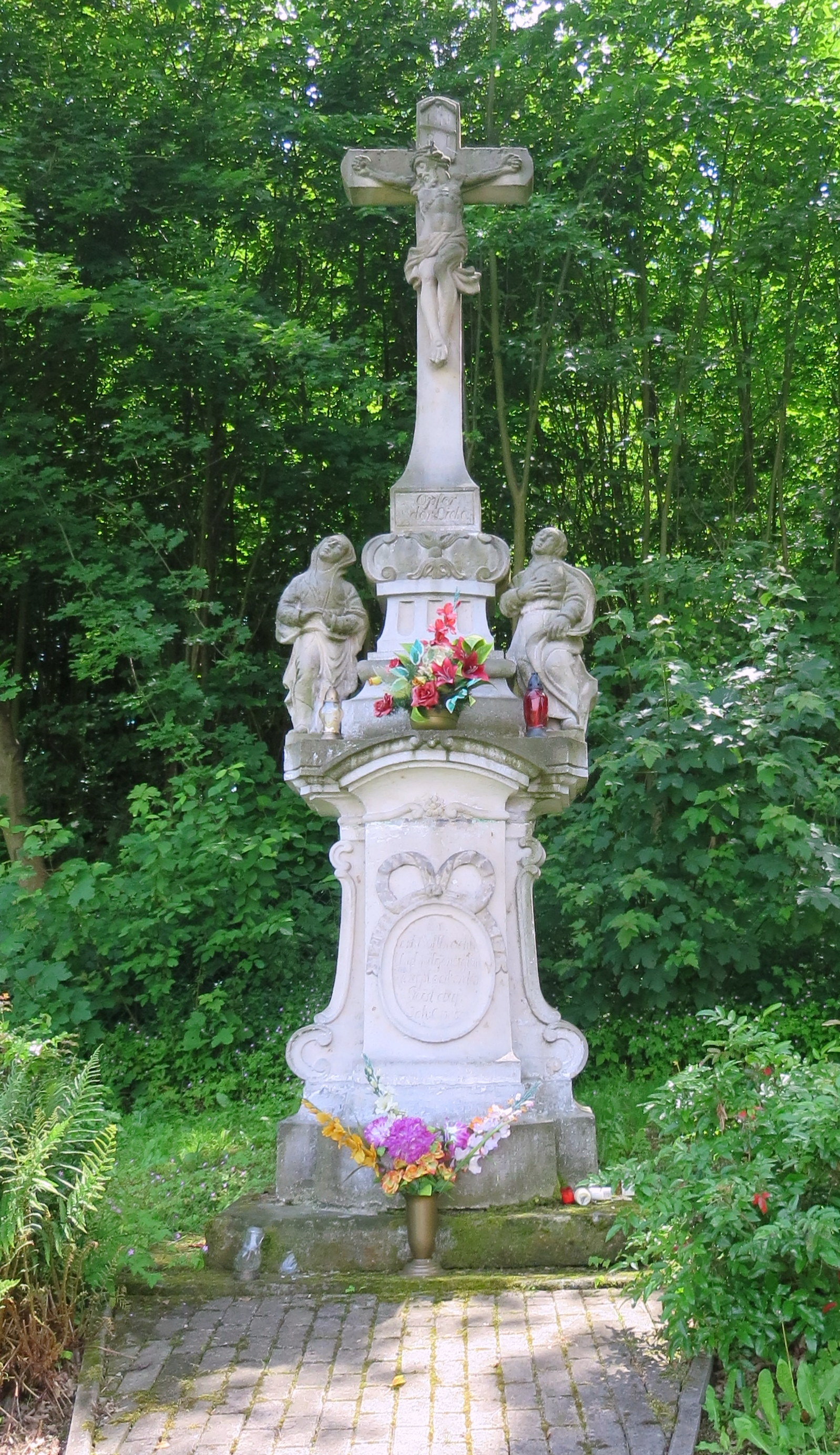
Friedhofskreuz im Kirchhof
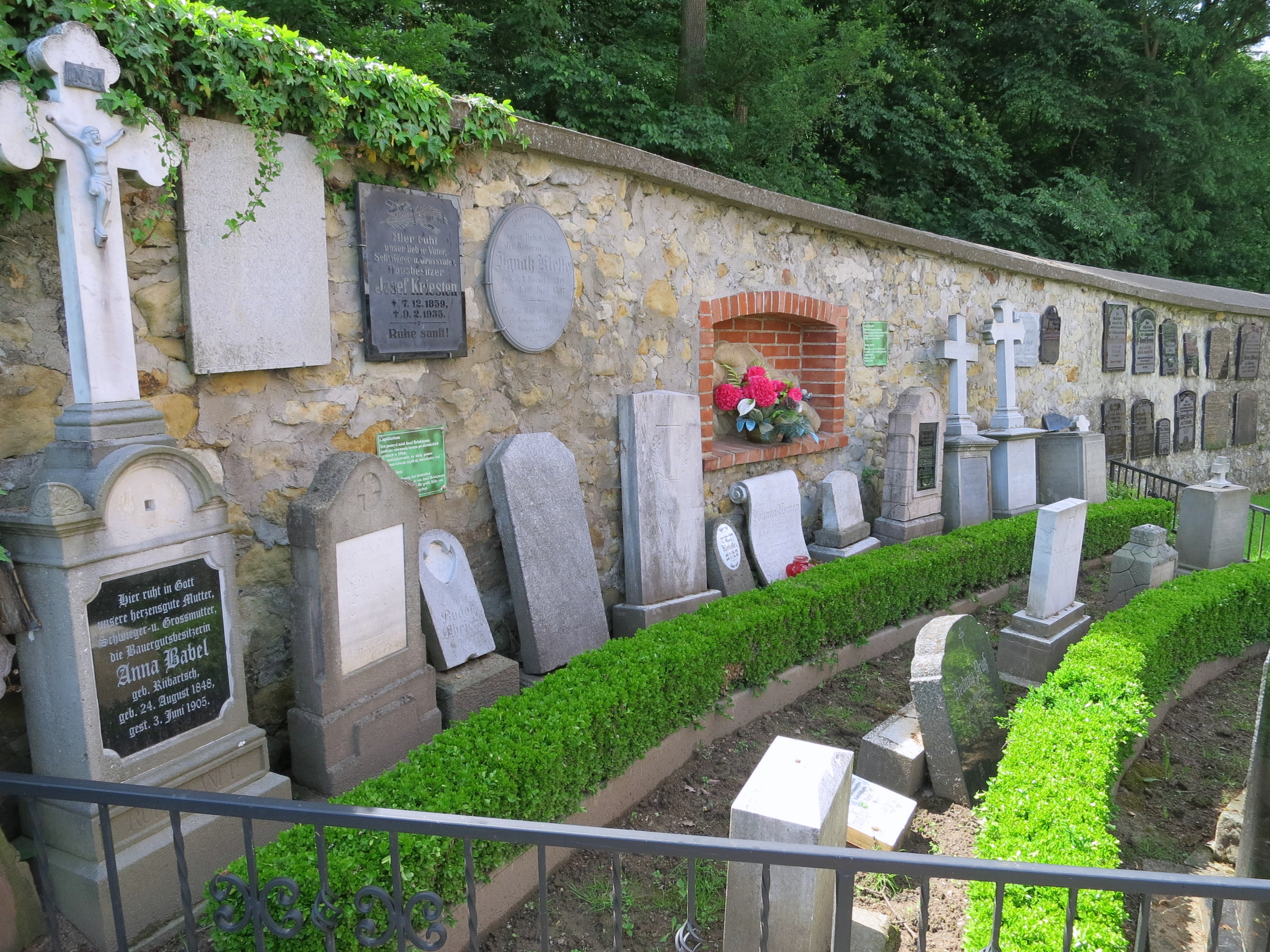
Lapidarium für deutsche Grabsteine
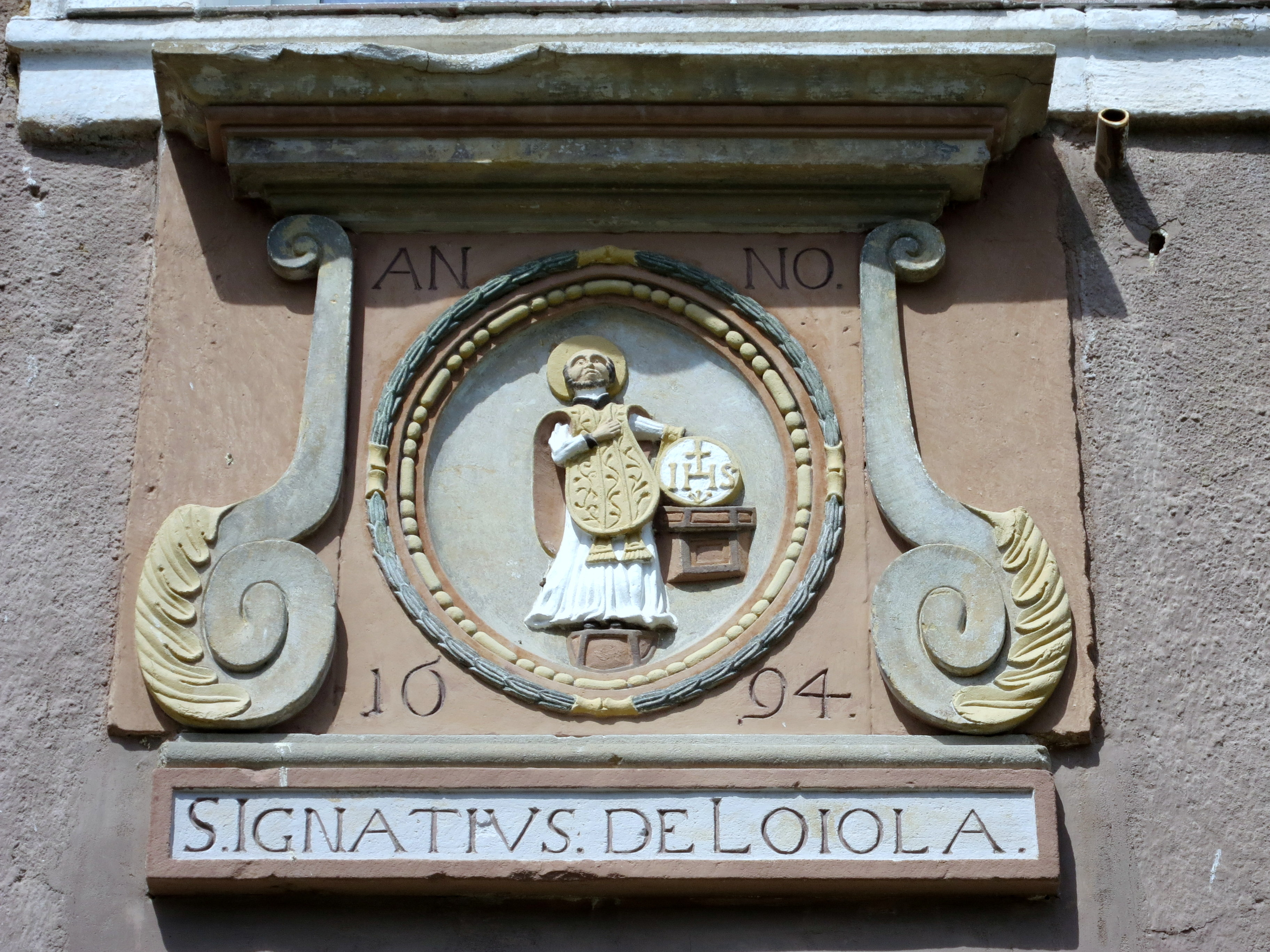
Gedenktafel an die Glatzer Jesuiten am Eingang zum Stiftsgut
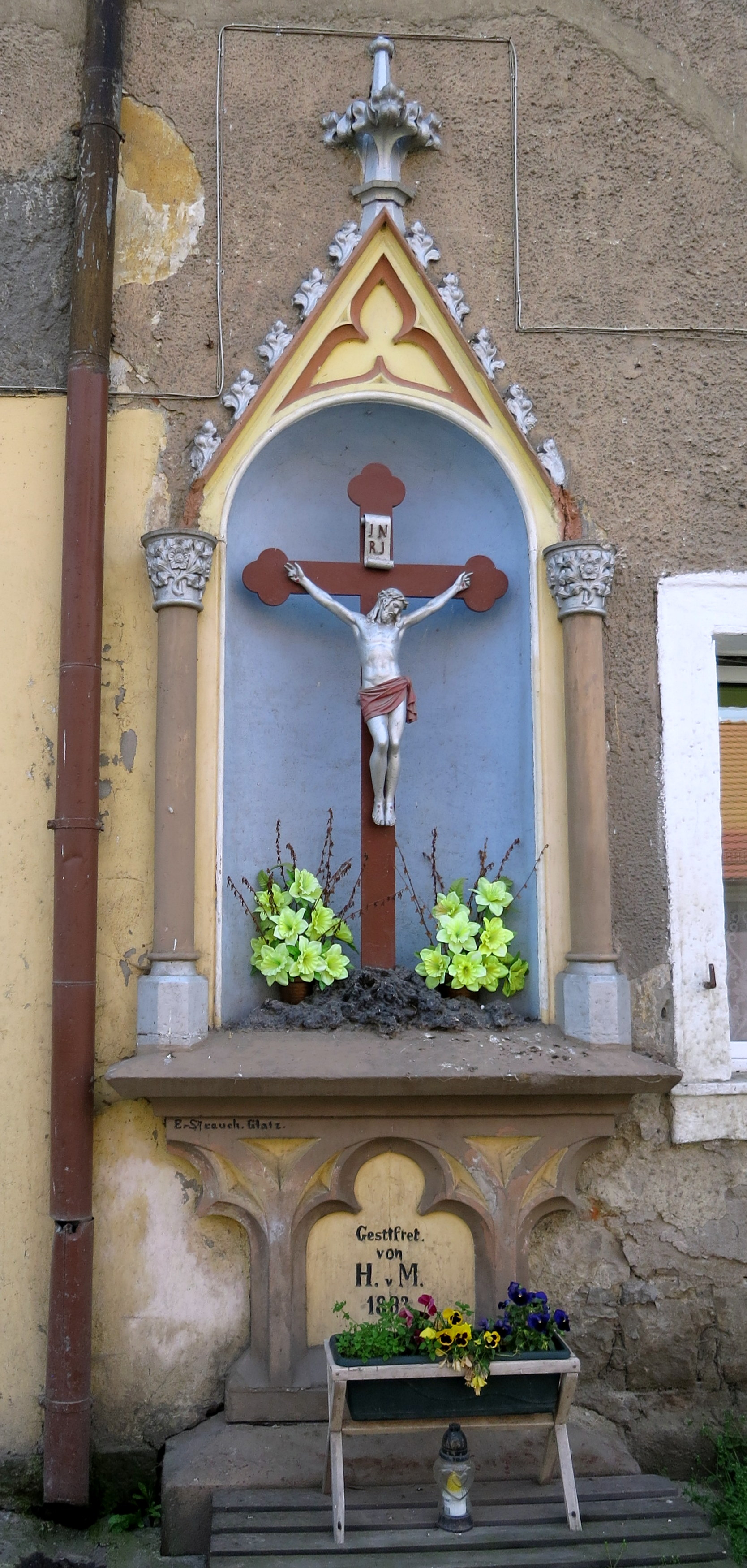
Gestiftetes Kreuz gegenüber dem Gut
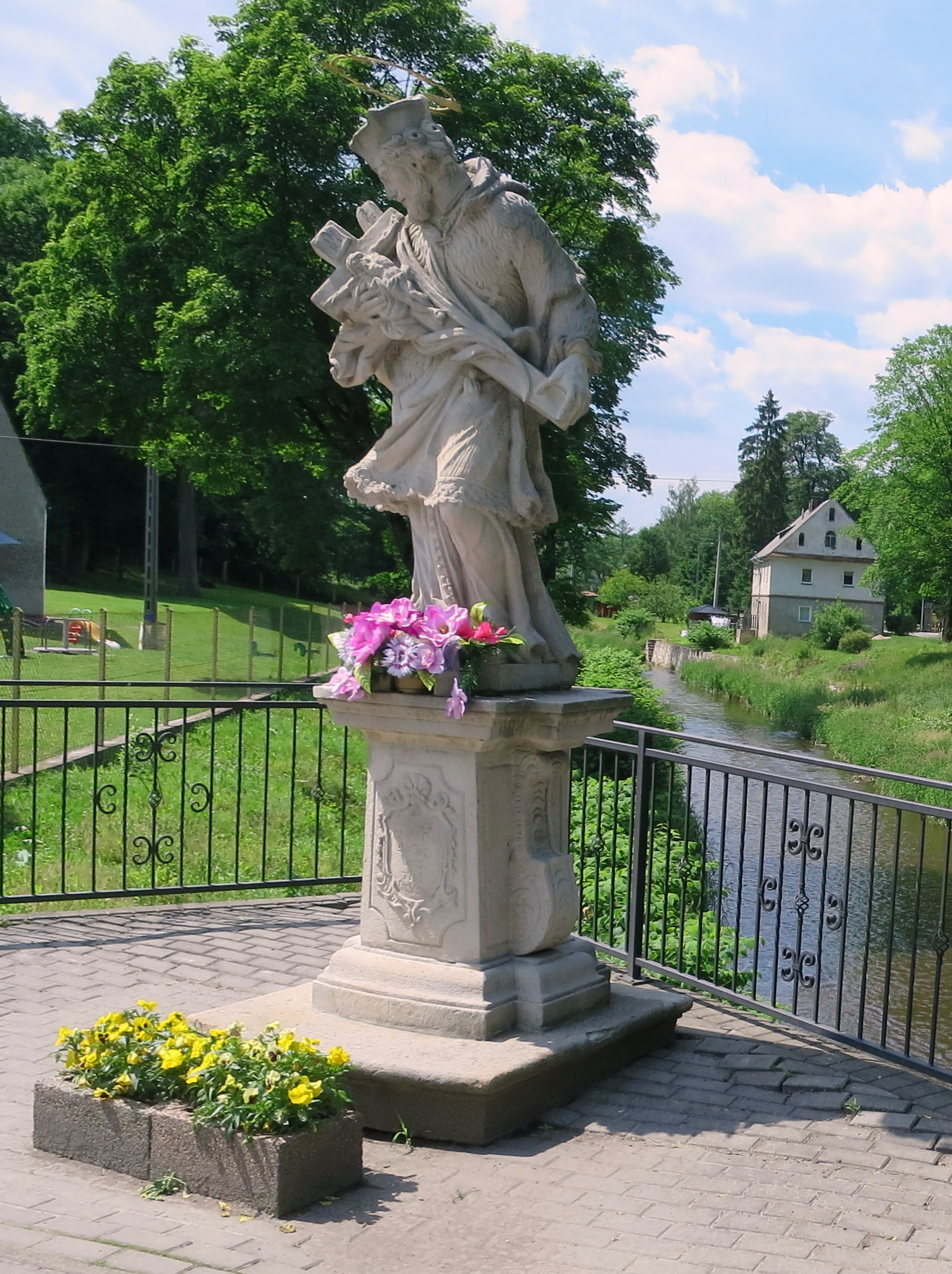
Johannes Nepomuk–Statue an der Kirchbrücke

## Söhne und Töchter des Dorfes
- Helmut Joseph Goebel (* 23. Januar 1925), ehrenamtlicher deutscher Denkmalpfleger und Träger des Verdienstordens der Republik Polen
- Thankmar von Münchhausen (* 12. Januar 1932 in Breslau) deutscher Journalist, Autor und Historiker.